# La novizia
La novizia è un film del 1975 diretto da Giuliano Biagetti con lo pseudonimo di Pier Giorgio Ferretti.
La trama presenta più di un punto di contatto con quella del romanzo breve La suora giovane di Giovanni Arpino.

## Trama
Vittorio, un bel giovanotto con un lavoro affermato, ritorna al paese natale in Sicilia a causa delle cattive condizioni di salute dello zio Don Ninì. Vittorio crede di trovarlo moribondo, invece nota che le sue condizioni non sono gravi. Don Ninì convince Vittorio a essere disinvolto e sfrontato con tutti in paese, particolarmente con le donne; questo per dimostrare il prestigio e la virilità del nome della famiglia.
Dopo una serie d'avventure erotiche senza importanza con varie donne, Vittorio finisce per innamorarsi di suor Immacolata (il cui vero nome di battesimo è Maria), religiosa al capezzale di Don Ninì. Maria, a sua volta, contraccambia Vittorio. Dopo la morte di Don Ninì, la ragazza ritorna al suo paese d'origine.
Dopo la partenza di Maria, Vittorio non riesce a dimenticare il suo amore appena sbocciato con la ragazza e si mette alla sua ricerca. Dopo averla ritrovata, i due giovani consumano alcuni momenti di passione, che dura poco perché il ragazzo viene ucciso.